# Гантер (Оклахома)
Гантер (англ. Hunter) — місто (англ. town) в США, в окрузі Гарфілд штату Оклахома. Населення — 145 осіб (2020).

## Географія
Гантер розташований за координатами 36°33′49″ пн. ш. 97°39′45″ зх. д. / 36.56361° пн. ш. 97.66250° зх. д. (36.563686, -97.662464).  За даними Бюро перепису населення США в 2010 році місто мало площу 0,65 км², уся площа — суходіл.

## Демографія
Згідно з переписом 2010 року, у місті мешкало 165 осіб у 72 домогосподарствах у складі 47 родин. Густота населення становила 254 особи/км².  Було 85 помешкань (131/км²).
Расовий склад населення:
| - 92,7 % — білих - 4,8 % — корінних американців |

До двох чи більше рас належало 2,4 %. Частка іспаномовних становила 3,6 % від усіх жителів.
За віковим діапазоном населення розподілялося таким чином: 18,8 % — особи молодші 18 років, 61,2 % — особи у віці 18—64 років, 20,0 % — особи у віці 65 років та старші. Медіана віку мешканця становила 47,1 року. На 100 осіб жіночої статі у місті припадало 89,7 чоловіків;  на 100 жінок у віці від 18 років та старших — 97,1 чоловіків також старших 18 років.
Середній дохід на одне домашнє господарство  становив 54 550 доларів США (медіана — 46 250), а середній дохід на одну сім'ю — 58 108 доларів (медіана — 56 250). За межею бідності перебувало 8,3 % осіб, у тому числі 0,0 % дітей у віці до 18 років та 13,5 % осіб у віці 65 років та старших.
Цивільне працевлаштоване населення становило 74 особи. Основні галузі зайнятості: будівництво — 20,3 %, сільське господарство, лісництво, риболовля — 18,9 %, освіта, охорона здоров'я та соціальна допомога — 13,5 %, транспорт — 9,5 %.